# Мандрик Ярослав Іванович
Яросла́в Іва́нович Ма́ндрик (нар. 7 серпня 1951 Липівка, Станіславська область, УРСР) — український історик, доктор історичних наук, професор.Дослідник культури

## Біографія
Народився в селі Липівка, на Прикарпатті. В 1973 році вступив на навчання на історико-педагогічний факультет Івано-Франківського педагогічного інституту.
В 1978 закінчив навчання з відзнакою. В 1985 році захистив кандидатську дисертацію В ЛНУ ім.Франка. У 1990 році присвоєно вчене звання доцента кафедри історії в ІФНТУНГ.
Одним із перших почав викладати історію України за новим стандартом, після розпаду СРСР, та проголошення незалежності УРСР.
В 2006 році захистив докторську дисертацію. Тема: “Політика радянської держави у сфері культури в українському селі наприкінці 1920-х - у 1930-і рр.” 

## Праці
1) Мандрик Я.І. Формування спеціалістів нафтогазового комплексу в сучасній Українській державі (до 50-річчя ІФНТУНГ). // Віртус, жовтень 2017.
2) Мандрик Я.І.  Перехід до загального навчання в радянській Україні (30-і роки ХХ ст..): правда і фальш. // Прикарпатський вісник НТШ. Думка. 3 (15), 2011р.
3) Мандрик Я.І. Підготовка кадрів управлінців сільського господарства радянськоїУкраїни в роки проведення злочинної насильницької колективізації. // Збірник наукових праць. Вип. 1. (6). Херсонський національний технічний університет. -. Херсон. 2012.
4) Мандрик Я.І. Підготовка керівних спеціалістів села УСРР на початку 30-х р.р. // Галичина, № 20-21, 2012 р, - Івано-Франківськ.
5) Мандрик Я.І. Кадрове забезпечення нафтогазового комплексу України. // Прикарпатський вісник НТШ. Думка. 3 (19), 2012р.
6) Мандрик Я.І. Формування масових кадрів для колгоспного будівництва радянськоїУкраїни в роки завершення колективізації. // Галичина, № 20-23, 2013 р, - Івано-Франківськ.
7) Мандрик Я.І. Кадрова політика радянської України на селі у др. пол.1930-х років. // Прикарпатський національний університет ім. В .Стефаника Карпатський край. Наукові студії з історії, культури, туризму, № 6-7, 2015.
8) Мандрик Я.І. Підготовка кадрів для нафтогазового комплексу України на сучасному етапі розвитку нашої держави (2001-2016 рр.) // Прикарпатський вісник НТШ. Число. 1 (33). 2016 р.
9) Мандрик Я.І. Діяльність органів радянської влади в Україні із забезпечення сільськогосподарського виробництва кадрами масових професій у роки завершення злочинної насильницької колективізації. // Віртус, червень 2016.